# Maison dorée (Paris)
Pour les articles homonymes, voir Maison dorée.
La Maison dorée était un restaurant situé au 20, boulevard des Italiens dans le 9e arrondissement de Paris.

## Les prémices et le café Hardy
À l'angle du boulevard (aujourd'hui boulevard des Italiens) et de la rue d'Artois (aujourd'hui rue Laffitte), préalablement à la Maison dorée s’élevait l’hôtel Choiseul-Stainville. Y vécurent le journaliste d'origine italienne Cerutti (qui donna son nom à la rue d'Artois), puis Madame Tallien, « Notre-Dame de Thermidor », la plus célèbre des Merveilleuses, avant de devenir princesse de Chimay.
L'hôtel démoli, on y construisit le Café Hardy, de grande renommée sous l'Empire : « On pouvait y déguster (chez Madame Hardy, ou Hardi) les meilleures côtelettes de la capitale, des membres de volaille en papillotes savantes, des émincés de volailles aux truffes, des andouillettes farcies aux truffes… qui donneraient de l’appétit à un agonisant. »
C’était l’endroit le plus cher de Paris si l’on en croit les journaux de l’époque : « Il faut être bien riche pour dîner chez Hardy et il faut être hardi pour souper chez Riche » (le Café Riche était de l'autre côté de la rue Laffitte). L’établissement fut vendu « à prix d’or », en 1836, aux frères Hamel, déjà propriétaires du Café de Chartres (Le Grand Véfour), au Palais Royal.

## LaMaison dorée
Le célèbre restaurant de la Maison dorée, immeuble construit en 1839 par Victor Lemaire, architecte-entrepreneur, ouvre en 1841, fondé par Louis Verdier, puis dirigé par ses fils Ernest et Charles. À l'origine, le restaurant fut appelé Le Restaurant de la Cité par son fondateur. Mais, en raison de son aménagement luxueux, des peintures, des glaces, des dorures sur les balustrades et les balcons, le public lui donna l'appellation de Maison dorée. Le cuisinier Casimir Moisson et les frères Verdier réussissent à faire de ce lieu le centre de la vie culturelle et politique de la capitale, le cœur, l’esprit et l’estomac du boulevard, c’est-à-dire de Paris. Le symbole de la capitale était alors ses « grands boulevards », la tour Eiffel n’étant pas encore construite.
Le restaurant était divisé en deux parties, l’une sur le boulevard réservée au « tout venant », l’autre, rue Laffitte, pour les habitués de marque, à l’abri des curieux, dans de luxueux cabinets. Le plus demandé était le numéro 6, fréquenté par ce qui comptait le plus à Paris : princes, comtes et marquis ainsi que d’excentriques fortunés. La cave somptueuse, avec ses 80 000 bouteilles, attirait tout ce qui comptait comme noceurs et de fêtards de la capitale.
On pouvait y croiser le futur Edouard VII, lord Seymour ou le baron de Saint-Cricq.
C'est à la Maison dorée que le chef Casimir Moisson aurait créé le tournedos Rossini, pour le compositeur Rossini, qui était un habitué et un voisin, vu qu'il habitait rue de la Chaussée-d'Antin.
Plusieurs rédactions de journaux se sont installées dans l'immeuble. En 1853, Alexandre Dumas installa au rez-de-chaussée la rédaction de son journal Le Mousquetaire.
C’est aussi à la Maison dorée que se tint la 8e et dernière exposition des impressionnistes, le 15 mai 1886. Les expositions impressionnistes, qui avait fait leurs débuts au 35, boulevard des Capucines en 1874, se terminent sur le boulevard des Italiens.

## La fin

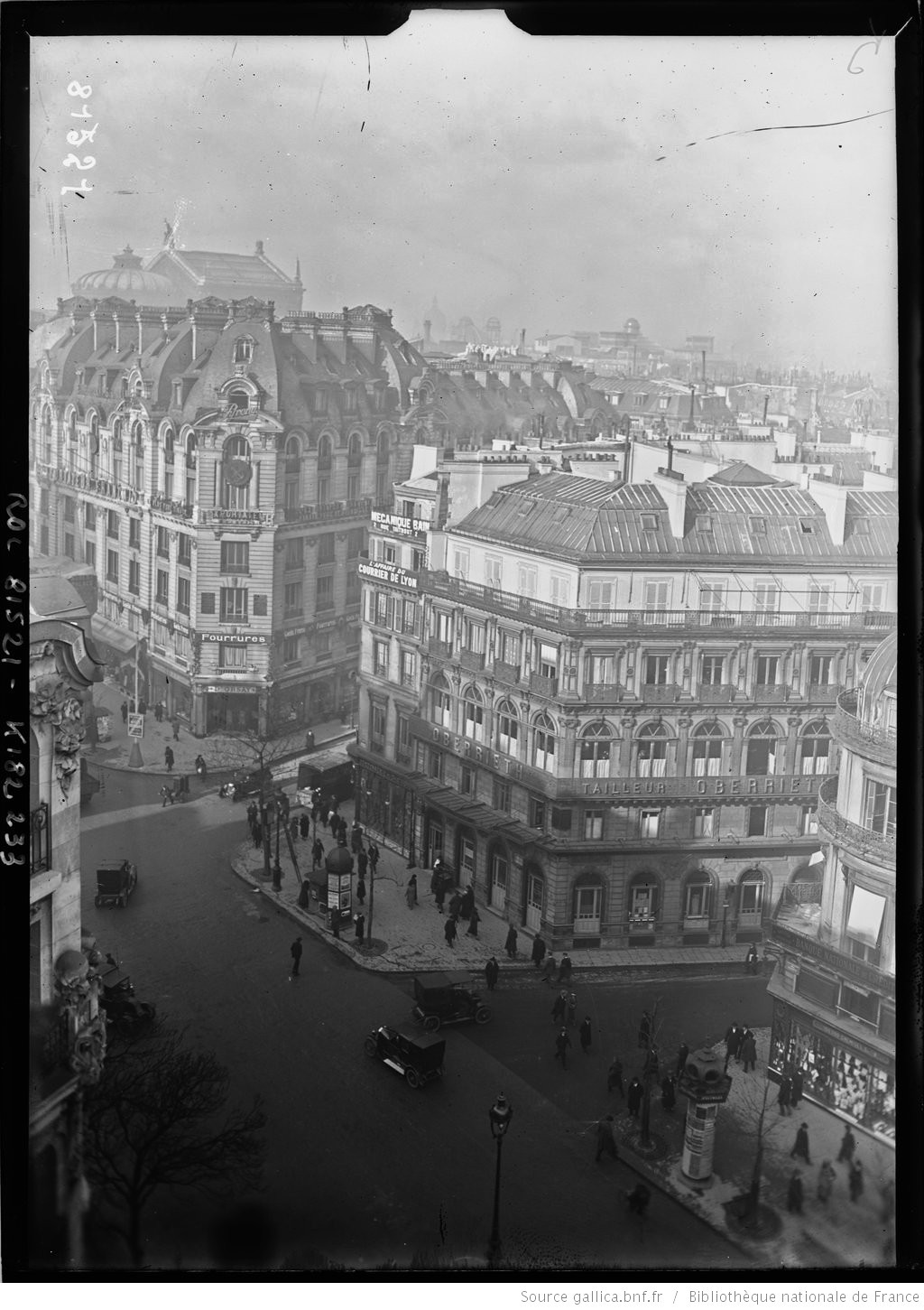
Vue de la Maison dorée depuis le toit de l'Opéra-Comique, en 1923.

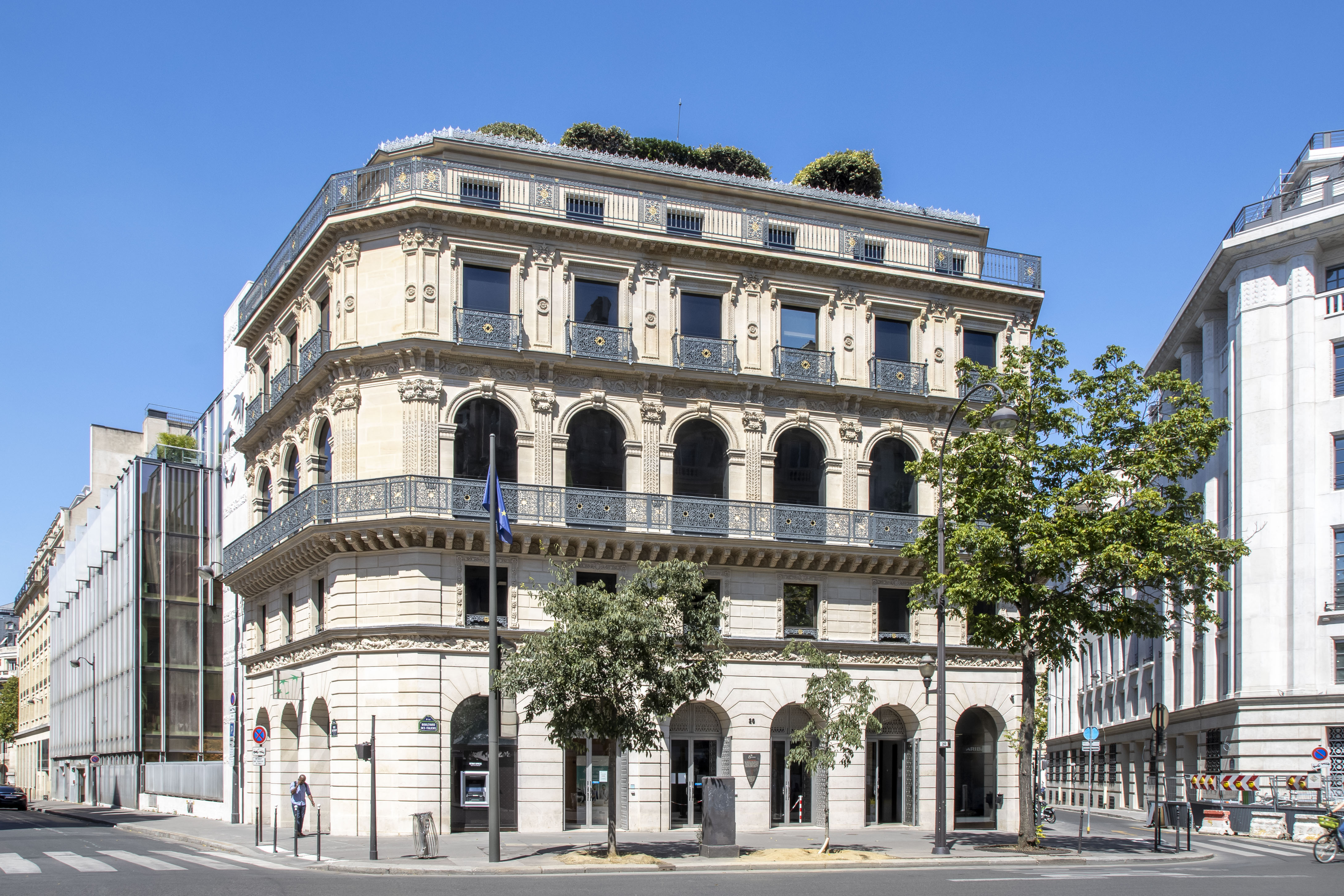
Salles de Marché de BNP Paribas, état actuel.

La Maison dorée a fermé ses portes en 1902. L'établissement a été morcelé en plusieurs commerces. En 1909, un bureau de poste y est installé. En 1974-1976, la BNP y a installé sa division internationale. À cette fin, la BNP a entrepris la rénovation de la façade. Pour le ministère de la Culture, Maurice Druon a imposé de conserver la façade, sous la pression d'un comité de défense du quartier.
Très remonté contre « l'ignorance et l'inconséquence de tous ces gens qui s'excitent sur un immeuble, qui veulent tout sauver et qui ne sauveront rien », l'architecte Pierre Dufau a alors conçu un nouveau projet pour intégrer du neuf dans de l'ancien : par des « volumes en harmonie », une jonction assurée « par une cavité plantée de verdure qui permet d'échapper au heurt brutal des deux façades ». C'est la première transformation avec façadisme. Aujourd'hui, la Maison dorée abrite des bureaux, un auditorium et une salle de marché de BNP Paribas.

## Citations
- Honoré de Balzac y place son action avec Lucien de Rubempré[11].
- Victor Hugo, qui occupe les étages avec L'Événement, y donne rendez-vous dès l'été 1848.
- Dans Le Voyage dans la Lune, de Jacques Offenbach, le prince Caprice explique qu'il connaît « le pôle nord, / L’Angleterre, l’Amérique / Et surtout la Maison d’Or », dans son air du premier tableau (1875).
- Dans À la recherche du temps perdu, de Marcel Proust, c'est en venant chercher Odette à la Maison dorée, et en ne la trouvant pas, que Swann en tombe profondément amoureux[6] (1913-1927).